# 信息论
信息论（英語：information theory）是应用数学、電子學和计算机科学的一个分支，涉及信息的量化、存储和通信等。信息论是由克劳德·香农发展，用来找出信号处理与通信操作的基本限制，如数据压缩、可靠的存储和数据传输等。自创立以来，它已拓展应用到许多其他领域，包括统计推断、自然语言处理、密码学、神经生物学、进化论和分子编码的功能、生态学的模式选择、热物理、量子计算、语言学、剽窃检测、模式识别、异常检测和其他形式的数据分析。
熵是信息的一个关键度量，通常用一条消息中需要存储或传输一个符号的平均比特数来表示。熵衡量了预测随机变量的值时涉及到的不确定度的量。例如，指定擲硬幣的结果（两个等可能的结果）比指定掷骰子的结果（六个等可能的结果）所提供的信息量更少（熵更少）。
信息论将信息的传递作为一种统计现象来考虑，给出了估算通信信道容量的方法。信息传输和信息压缩是信息论研究中的两大领域。这两个方面又由信道编码定理、信源－信道隔离定理相互联系。
信息论的基本内容的应用包括无损数据压缩（如ZIP文件）、有损数据压缩（如MP3和JPEG）、信道编码（如数字用户线路（DSL））。这个领域处在数学、统计学、计算机科学、物理学、神经科学和電機工程學的交叉点上。信息论对航海家深空探测任务的成败、光盘的发明、手机的可行性、互联网的发展、语言学和人类感知的研究、对黑洞的了解，以及许多其他领域都影响深远。信息论的重要子领域有信源编码、信道编码、算法复杂性理论、算法信息论、資訊理論安全性和信息度量等。

## 简述
信息论的主要内容可以类比人类最广泛的交流手段——语言来阐述。
一种简洁的语言（以英语为例）通常有两个重要特点：
首先，最常用的词（比如"a"、"the"、"I"）应该比不太常用的词（比如"benefit"、"generation"、"mediocre"）要短一些；其次，如果句子的某一部分被漏听或者由于噪声干扰（比如一辆车辆疾驰而过）而被误听，听者应该仍然可以抓住句子的大概意思。而如果把电子通信系统比作一种语言的话，这种健壮性（robustness）是不可或缺的。将健壮性引入通信是通过信道编码完成的。信源编码和信道编码是信息论的基本研究课题。
注意这些内容同消息的重要性之间是毫不相干的。例如，像“多谢；常来”这样的客套话與像“救命”这样的紧急请求在说起来、或者写起来所花的时间是差不多的，然而明显后者更重要，也更有实在意义。信息论却不考虑一段消息的重要性或内在意义，因为这些是数据的质量的问题而不是数据量（数据的长度）和可读性方面上的问题，后者只是由概率这一因素单独决定的。

## 信息的度量

### 信息熵
美國數學家克劳德·香农被称为“信息论之父”。人们通常将香农于1948年10月发表于《贝尔系统技术学报》上的论文《通信的数学理论》作为现代信息论研究的开端。这一文章部分基于哈里·奈奎斯特和拉尔夫·哈特利於1920年代先後發表的研究成果。在该文中，香农给出了信息熵的定义：
{\displaystyle H(X)=\mathbb {E} _{X}[I(x)]=\sum _{x\in {\mathcal {X}}}^{}p(x)\log _{2}\left({\frac {1}{p(x)}}\right)}
其中{\displaystyle {\mathcal {X}}}為有限个事件x的集合，{\displaystyle X}是定义在{\displaystyle {\mathcal {X}}}上的随机变量。信息熵是随机事件不确定性的度量。
信息熵与物理学中的热力学熵有着紧密的联系:
{\displaystyle S(X)=k_{B}H(X)}
其中S(X)為熱力學熵，H(X)為信息熵，{\displaystyle k_{B}}為波茲曼常數。
事實上這個關係也就是廣義的波茲曼熵公式，或是在正則系綜內的熱力學熵表示式。如此可知，玻尔兹曼与吉布斯在统计物理学中对熵的工作，啟發了信息論的熵。
信息熵是信源編碼定理中，壓縮率的下限。若編碼所用的資訊量少於信息熵，則一定有資訊的損失。香农在大數定律和渐进均分性的基础上定義了典型集和典型序列。典型集是典型序列的集合。因為一个独立同分布的{\displaystyle X}属于由{\displaystyle X}定义的典型集的機率大約為1，所以只需要将屬於典型集的无记忆{\displaystyle X}信源序列编为唯一可译碼，其他序列隨意編碼，就可以達到幾乎無損失的壓縮。

#### 例子
設有一個三個面的骰子，三面分別寫有{\displaystyle 1,2,3}，{\displaystyle X}為擲得的數，擲得各面的概率為
{\displaystyle {\begin{aligned}\mathbb {P} (X=1)&=1/5,\\\mathbb {P} (X=2)&=2/5,\\\mathbb {P} (X=3)&=2/5,\end{aligned}}}
則
{\displaystyle H(X)={\frac {1}{5}}\log _{2}(5)+{\frac {2}{5}}\log _{2}\left({\frac {5}{2}}\right)+{\frac {2}{5}}\log _{2}\left({\frac {5}{2}}\right)\approx 1.522.}

### 聯合熵與條件熵
聯合熵（Joint Entropy）由熵的定義出發，計算聯合分布的熵：
{\displaystyle H(X,Y)=\sum _{x\in {\mathcal {X}}}\sum _{y\in {\mathcal {Y}}}^{}p(x,y)\log \left({\frac {1}{p(x,y)}}\right).}
條件熵（Conditional Entropy），顧名思義，是以條件機率{\displaystyle p(y|x)}計算：
{\displaystyle H(Y|X)=\sum _{x\in {\mathcal {X}}}\sum _{y\in {\mathcal {Y}}}^{}p(x,y)\log \left({\frac {1}{p(y|x)}}\right).}
由貝氏定理，有{\displaystyle p(x,y)=p(y|x)p(x)}，代入聯合熵的定義，可以分離出條件熵，於是得到聯合熵與條件熵的關係式:
{\displaystyle H(X,Y)=H(X)+H(Y|X)=H(Y)+H(X|Y)=H(Y,X).}

#### 链式法則
可以再對聯合熵與條件熵的關係做推廣，假設現在有{\displaystyle n}個隨機變量{\displaystyle X_{i},i=1,2,...,n}，重複分離出條件熵，有：
{\displaystyle {\begin{aligned}H(X_{1},X_{2},...,X_{n})&=H(X_{1})+H(X_{2},...,X_{n}|X_{1})\\&=H(X_{1})+H(X_{2}|X_{1})+H(X_{3},...,X_{n}|X_{1},X_{2})\\&=H(X_{1})+\sum _{i=2}^{n}H(X_{i}|X_{1},...,X_{i-1})\end{aligned}}.}
其直觀意義如下：假如接收一段數列{\displaystyle \{X_{1},X_{2},...,X_{n}\}}，且先收到{\displaystyle X_{1}}，再來是{\displaystyle X_{2}}，依此類推。那麼收到{\displaystyle X_{1}}後總訊息量為{\displaystyle H(X_{1})}，收到{\displaystyle X_{2}}後總訊息量為{\displaystyle H(X_{1})+H(X_{2}|X_{1})}，直到收到{\displaystyle X_{n}}後，總訊息量應為{\displaystyle H(X_{1},...,X_{n})}，於是這個接收過程給出了链式法則。

### 互信息
互信息（Mutual Information）是另一有用的信息度量，它是指两个事件集合之间的相关性。两个事件{\displaystyle X}和{\displaystyle Y}的互信息定义为：
{\displaystyle I(X;Y)=H(X)-H(X|Y)=H(X)+H(Y)-H(X,Y)=H(Y)-H(Y|X)=I(Y;X).}
其意義為，{\displaystyle Y}包含{\displaystyle X}的多少資訊。在尚未得到{\displaystyle Y}之前，對{\displaystyle X}的不確定性是{\displaystyle H(X)}，得到{\displaystyle Y}後，不確定性是{\displaystyle H(X|Y)}。所以一旦得到{\displaystyle Y}，就消除了{\displaystyle H(X)-H(X|Y)}的不確定量，這就是{\displaystyle Y}對{\displaystyle X}的資訊量。
如果{\displaystyle X,Y}互為獨立，則{\displaystyle H(X,Y)=H(X)+H(Y)}，於是{\displaystyle I(X;Y)=0}。
又因為{\displaystyle H(X|Y)\leq H(X)}，所以
{\displaystyle I(X;Y)\leq \min(H(X),H(Y)),}
其中等號成立條件為{\displaystyle Y=g(X)}，{\displaystyle g}是一個函數。
互信息与G检验以及皮尔森卡方檢定有着密切的联系。

## 应用
信息论被广泛应用在：
- 編碼理論
- 密码学
- 数据传输
- 数据压缩
- 检测理论
- 估计理论
- 数据加密